# Domingos Leite Pereira
Domingos Leite Pereira GC SE (Braga, 19 de septiembre de 1882 - Oporto, 27 de octubre de 1956), fue un político portugués de la Primera República.
Se licenció en Teología y en el curso superior de Letras en la Universidad de Coímbra.
A lo largo de su vida ocupó muchos y variados cargos políticos, entre los cuales se destacan:
- Alcalde de Braga después de la República.
- Diputado en las constituyentes por el Partido Democrático.
- Presidente de la Cámara de los Diputados.
- Ministro de Instrucción pública en el gobierno de José Relvas en 1919.
- Primer ministro (Presidente del Gobierno) por tres veces: de 30 de marzo a 29 de junio de 1919; de 21 de enero a 8 de marzo de 1920; y de 1 de agosto a 17 de diciembre de 1925.
- Ministro de los negocios extranjeros en varios gobiernos: en los de Álvaro de Castro (de 20 a 30 de noviembre de 1920); Liberato Damião Ribeiro Pinto (de 30 de noviembre de 1920 a 2 de marzo de 1921); Bernardino Machado (de 2 de marzo a 23 de mayo de 1921); António Maria da Silva (de 30 de noviembre de 1922 a 15 de noviembre de 1923); y, de nuevo, Álvaro de Castro (de 18 de diciembre de 1923 a 6 de julio de 1924).

Después de su vida política, fue presidente de la Compañía de Seguros Douro hasta su muerte en 1956.